# Flowmåler
Flowmåler (gennemstrømningsmåler) er et instrument til at måle volumen-/ hastighedsgennemstrømning af forskellige medier gennem rør, blandt andet vand, olieprodukter, gas og andet.

## Målemetoder
Der findes forskellige typer flowmetre, målemetoder og –principper.
- Måling af gennemstrømning i rør
  - Måling ved hjælp af Bernoulli-princippet:
    - Måleblænder bruger en indsnævring for at måle gennemstrømningerne, hvor der opstår et trykfald som forøges når gennemstrømningen forøges.
    - Venturi-rør er en indsnævring i røret og virker efter samme princip som en måleblænder.
    - Pitotrør

  - Måling baseret på kendt volumen:
    - Ovaltandhjulsmåleren har to ovale tandhjul som virker som en omvendt pumpe. Ved at tælle omdrejningerne på det ene tandhjul kan gennemstrømningshastigheden bestemmes.
    - Stempeldoseringspumpe

  - Måling af hastighed:
    - Turbinemåler måler hastigheden på mediet i en turbine.
    - Anemometer bruges til måling af gennemstrømning af gasser.

  - Andre måleprincipper:
    - Rotameter er et lodret, konisk rør med en indbygget flyder. Mediet stiger i røret ved forøget hastighed hvorved flyderen påvirkes på grund af opdrift når hastigheden stiger.
    - Induktiv gennemstrømsmåler kan bruges på væsker. Måleren inducerer en spænding gennem mediet på tværs af røret. Spændingsforskellen angiver mediets hastighed.
    - Vortex gennemstrømsmåler, som måler den elektriske frekvens, hvoraf gennemstømningshastigheden kan bestemmes.
    - Massestrømningsmåler måler gennemstømningen ved hjælp af Corioliseffekten.
    - Ultralydmåler hvor ultralyden udnytter den opståede dopplereffekt.
- Måling af gennemstrømning i åbne kanaler:
  - Venturikanalen arbejder efter samme princip som venturi-røret.